# Oak Park (Kalifornija)
Oak Park je naseljeno područje za statističke svrhe u američkoj saveznoj državi Kalifornija. Prema popisu stanovništva iz 2010. u njemu je živjelo 13.811 stanovnika.